# Lycoperdina banatica
Lycoperdina banatica is een keversoort uit de familie zwamkevers (Endomychidae). De wetenschappelijke naam van de soort werd in 1899 gepubliceerd door Ludwig Ganglbauer.